# Artur Yusupov
Artur Mayakovich Yusupov (Moscou, 13 de fevereiro de 1960), mais conhecido como Artur Yusupov, é um jogador de xadrez alemão, que nasceu na Rússia Soviética e é autor de livros de xadrez, e vive na Alemanha desde o início dos anos 1990. Aprendeu a jogar aos seis anos e recebeu treinamento no Young Pioneers' Palace em Moscou. Foi o vencedor do Campeonato do mundo de xadrez júnior em 1977, recebendo a qualificação de Mestre Internacional neste ano e a de Grande Mestre em 1980. 
Yusupov ficou em segundo lugar no campeonato soviético de 1979, atrás somente de Efim Geller e seus resultados em torneios internacionais durante a década seguinte incluem quatro participações no Torneio de Candidatos nas edições de 1986, 1989, 1993 e 1995.

## Carreira no xadrez
Yusupov aprendeu a jogar xadrez aos seis anos e treinou no Palácio dos Jovens Pioneiros, em Moscou. Ele venceu o Campeonato Mundial Júnior em 1977, que então se classificou automaticamente para o título de Mestre Internacional, seguido pela qualificação como Grande Mestre em 1980. Yusupov terminou em segundo lugar em seu primeiro Campeonato da URSS em 1979 (atrás de Efim Geller). Os resultados do torneio internacional na década seguinte incluíram o primeiro lugar em Esbjerg 1980, primeiro em Yerevan 1982, igual em quarto lugar em Linares 1983, primeiro no Interzonal de Tunis 1985, igual em primeiro lugar em Candidatos Montpellier 1985, e terceiro em Linares 1988. Ele também venceu o Campeonato Aberto do Canadá de Xadrez de 1986.[carece de fontes?]
Nessa época, Yusupov também buscava a qualificação para o Campeonato Mundial, chegando à semifinal do Torneio de Candidatos em três ocasiões: em 1986 (derrotado por Andrei Sokolov), 1989 (derrotado por Anatoly Karpov) e 1992 (derrotado por Jan Timman).[carece de fontes?]
No início da década de 1990, um dia ele voltou ao seu apartamento em Moscou e encontrou ladrões. Durante a luta que eclodiu, ele foi baleado e se considera sortudo por ter sobrevivido. Logo depois, ele decidiu se mudar para a Alemanha, que continua sendo sua casa.
Ao longo de sua carreira de jogador, Yusupov foi treinado e orientado por Mark Dvoretsky, um mestre internacional que foi amplamente considerado o principal treinador de xadrez do mundo. Yusupov reconhece abertamente que a influência de Dvoretsky foi fundamental em muitas das suas maiores vitórias. A forte aliança e colaboração que se desenvolveu levou-os a criar a Escola de Xadrez Dvoretsky-Yusupov. Os alunos da escola incluíram grandes mestres Peter Svidler, Sergei Movsesian e Vadim Zvjaginsev. Em 2005, Yusupov recebeu o título de Treinador Sênior da FIDE.

## Livros publicados
- Yusupov, Artur (2007). Build Up Your Chess with Artur Yusupov: The Fundamentals. [S.l.]: Quality Chess. ISBN 978-1-906552-01-5
- Yusupov, Artur (2008). Build Up Your Chess with Artur Yusupov: Beyond the Basics. [S.l.]: Quality Chess. ISBN 978-1-906552-10-7
- Dvoretsky, Mark; Yusupov, Artur. Secrets of Chess Training. [S.l.]: Olms. ISBN 978-3-283-00515-3
- Mark Dvoretsky; Artur Yusupov. Secrets of Opening Preparation. [S.l.]: Olms. ISBN 978-3-283-00516-0
- Mark Dvoretsky; Artur Yusupov (2008). Secrets of Endgame Technique. [S.l.]: Olms. ISBN 978-3-283-00517-7
- Mark Dvoretsky; Artur Yusupov. Secrets of Positional Play. [S.l.]: Olms. ISBN 978-3-283-00518-4
- Mark Dvoretsky; Artur Yusupov. Secrets of Creative Thinking. [S.l.]: Olms. ISBN 978-3-283-00519-1